# Inre-Rappoträsket
Inre-Rappoträsket är en sjö i Bodens kommun i Norrbotten och ingår i Luleälvens huvudavrinningsområde. Sjön har en area på 0,156 kvadratkilometer och ligger 187 meter över havet. Inre-Rappoträsket ligger i Rappomyran Natura 2000-område.

## Delavrinningsområde
Inre-Rappoträsket ingår i det delavrinningsområde (737332-172941) som SMHI kallar för Utloppet av Inre-Rappoträsket. Medelhöjden är 189 meter över havet och ytan är 1,42 kvadratkilometer. Det finns inga avrinningsområden uppströms utan avrinningsområdet är högsta punkten. Vattendraget som avvattnar avrinningsområdet har biflödesordning 4, vilket innebär att vattnet flödar genom totalt 4 vattendrag innan det når havet efter 138 kilometer. Avrinningsområdet består mestadels av skog (13 procent) och sankmarker (76 procent). Avrinningsområdet har 0,16 kvadratkilometer vattenytor vilket ger det en sjöprocent på 11 procent.